# Myponga River
Myponga River är ett vattendrag i Australien. Det ligger i delstaten South Australia, omkring 53 kilometer söder om delstatshuvudstaden Adelaide.
Trakten runt Myponga River består till största delen av jordbruksmark. Runt Myponga River är det mycket glesbefolkat, med 5 invånare per kvadratkilometer. Genomsnittlig årsnederbörd är 832 millimeter. Den regnigaste månaden är juni, med i genomsnitt 159 mm nederbörd, och den torraste är januari, med 24 mm nederbörd.